# Diamante de Virgo

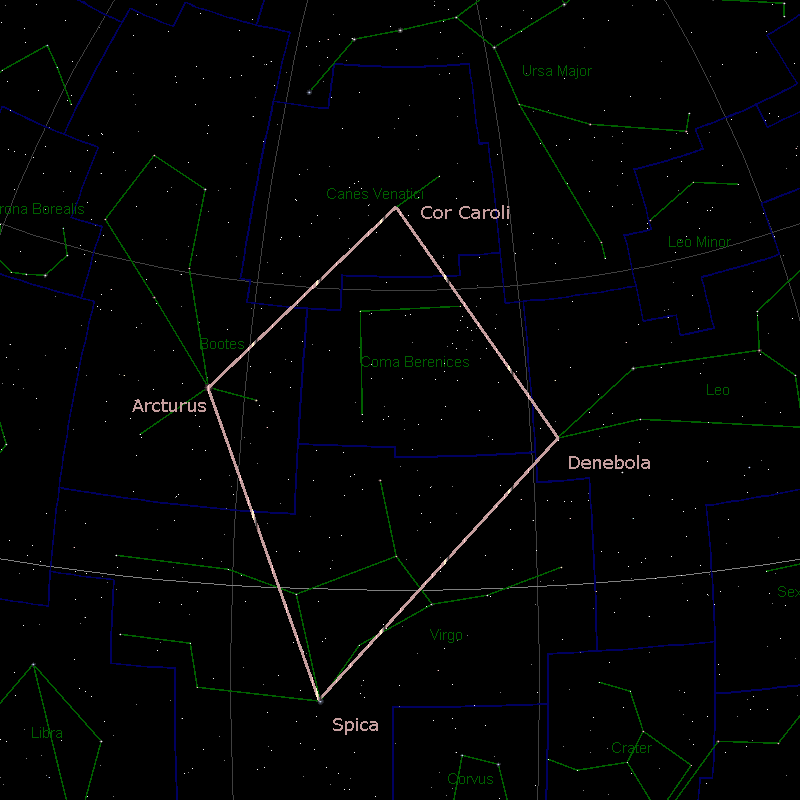
Mapa del Diamante de Virgo por SKY-MAP.org

El Diamante de Virgo es un asterismo del hemisferio norte. Está formado por las estrellas Cor Caroli (α Canum Venaticorum), Denébola (β Leonis) —la cola del león—, Espiga (α Virginis) y Arturo (α Bootis). Es tan ancha como el Gran Carro y el doble de larga que éste.
Comprendidas dentro del Diamante de Virgo se hallan las estrellas de la constelación de Coma Berenices. Muchas galaxias cercanas, incluyendo las galaxias del cúmulo de Virgo, están localizadas dentro de este asterismo y algunas de estas galaxias pueden ser fácilmente observadas con telescopios de aficionado.